# Robot Framework
Robot Framework — фреймворк для разработки приемочных автотестов (ATDD). Это keyword-driven testing фреймворк, который предоставляет табличное форматирование.

## История
Основные идеи для создания Robot Framework были отражены в магистерской диссертации Pekka Klärck в 2005 году. Первая версия была разработана Nokia Siemens Networks в том же году. Версия 2.0 была издана под открытой лицензией Apache License 24 июня 2008 года. Фреймворк написан на языке Python.

## Описание
Тестовые сценарии пишутся с использованием keyword testing методики тестирования и записываются в формате таблицы. Эти таблицы можно записать в виде простого текста, HTML, разделенных табуляцией значений (TSV) или reStructuredText (reST) в любом текстовом редакторе или с помощью интегрированной среды разработки Robot (Robot Integrated Development Environment, RIDE). RIDE упрощает написание тестовых сценариев и дает такие возможности как автодополнение, подсветку синтаксиса и др.

## Примеры
Следующий тест реализует пример Hello World:
| Test Case | Action | Argument    |
| --------- | ------ | ----------- |
| Demo      | Log    | Hello World |

Это может быть написано следующим образом:
```
*** Test Cases ***
Demo
    Log  Hello World

```

Log это built-in кейворд который логирует переданный параметр в тестовый отчет, который генерирует Robot Framework.
С помощью SeleniumLibrary, пишутся тесты для веб приложений — это также очень просто:
| Test Case | Action       | Argument              | Argument              |
| --------- | ------------ | --------------------- | --------------------- |
| Demo      | Open Browser | http://www.google.com | ie                    |
|           | Input Text   | id=lst-ib             | Hollywood Celebrities |
|           | Click Button | Google Search         |                       |

Этот тест открывает новое окно Internet Explorer и выполняет поиск в Интернете.

## Дополнения
Эти библиотеки лучше всего реализуются на Python, но использование Java или .Net также возможно.